# Золотоніський повіт

Золотоніський повіт Полтавської губернії на карті 1821 року

Золотоні́ський повіт — адміністративно-територіальна одиниця, утворена в 1781 році в складі Київського намісництва. Зі скасуванням намісництва, з 1796 року належала до 2-ї Малоросійської, а від 1802 року вже у складі Полтавської губернії. Повітовий центр — місто Золотоноша.
Повіт займав західну околицю Полтавської губернії і відділявся течією річки Дніпро від Київської губернії. Площа повіту була близько 3 500—3 700 км². Західну межу складав Дніпро, а на сході й південному сході течією Сули повіт відділяється від Хорольського і Кременчуцького.
Згідно з переписом населення Російської імперії 1897 року в повіті проживало 227 594 особи. З них 95,55 % — українці, 3,37 % — євреї, 0,91 % — росіяни.
- 1920—1922 у складі Кременчуцької губернії[2].